# Critical Reviews in Physical and Rehabilitation Medicine
Critical Reviews in Physical and Rehabilitation Medicine è una rivista scientifica trimestrale edita dalla Begell House, che pubblica articoli di revisione nel campo della medicina fisica e riabilitativa.
La rivista dichiara che il suo obbiettivo è mettere a disposizione dei professionisti del settore sanitario le conoscenze più aggiornate per migliorare la qualità della vita e la funzionalità dei pazienti. Sono pubblicati articoli su un'ampia gamma di metodi diagnostici, di valutazione, terapeutici e riabilitativi, dando la priorità agli articoli su temi di ricerca in evoluzione. La rivista esamina anche le recenti scoperte nel campo delle scienze di base, della progettazione di dispositivi e della strumentazione e dei metodi di misurazione per la medicina fisica e riabilitativa.

## Articoli notevoli
- Eric Chang, Nilasha Ghosh, Daniel Yanni, Sujin Lee, Daniela Alexandru e Tahseen Mozaffar, A Review of Spasticity Treatments: Pharmacological and Interventional Approaches, in Critical Reviews in Physical and Rehabilitation Medicine, vol. 25, 1–2, 2013,  pp. 11–22, DOI:10.1615/CritRevPhysRehabilMed.2013007945, PMC 4349402, PMID 25750484. (definizione di spastico)
- Seeman, R. (2014), Prediction of outcomes following severe traumatic brain injury, in Critical Reviews in Physical and Rehabilitation Medicine, 26(1-2), 13-25. DOI: 10.1615/CritRevPhysRehabilMed.2014010603 (Westmead Post-Traumatic Amnesia Scale)
- Chang E, Ghosh N, Yanni D, Lee S, Alexandru D, Mozaffar T, A Review of Spasticity Treatments: Pharmacological and Interventional Approaches, in Critical Reviews in Physical and Rehabilitation Medicine, vol. 25, 1–2, 2013,  pp. 11–22, DOI:10.1615/CritRevPhysRehabilMed.2013007945, PMC 4349402, PMID 25750484. (clonidina)
- Seeman R, Prediction of outcomes following severe traumatic brain injury, in Critical Reviews in Physical and Rehabilitation Medicine, vol. 26, 1–2, 2014,  pp. 13–25, DOI:10.1615/critrevphysrehabilmed.2014010603. (amnesia post-traumatica)